# Попівська сільська рада (Онуфріївський район)
Попівська сільська рада — колишній орган місцевого самоврядування у Онуфріївському районі Кіровоградської області з адміністративним центром у с. Попівка.

## Населені пункти
Сільській раді підпорядковані населені пункти:
| № | Назва         | Тип  | Рік заснування | Висота над рівнем моря | Площа км² | Населення (2001), чол. |
| - | ------------- | ---- | -------------- | ---------------------- | --------- | ---------------------- |
| 1 | Попівка       | село |                | 98                     |           | 746                    |
| 2 | Калачівка     | село |                | 92                     |           | 50                     |
| 3 | Костянтинівка | село |                | 81                     |           | 123                    |
| 4 | Любівка       | село |                | 104                    |           | 46                     |
| 5 | Павловолуйськ | село |                | 109                    |           | 34                     |
| 6 | Солдатське    | село |                | 95                     |           | 20                     |

## Склад ради
Рада складається з 16 депутатів та голови.

### Керівний склад ради
| ПІБ                          | Основні відомості                                                                       | Дата обрання | Дата звільнення |
| ---------------------------- | --------------------------------------------------------------------------------------- | ------------ | --------------- |
| Косенко Володимир Вікторович | Сільський голова, 1963 року народження, освіта, член народної партії                    | 26.03.2006   | 21.10.2009      |
| Селегей Тетяна Петрівна      | Сільський голова, 1964 року народження, освіта, позапартійна                            | 20.06.2010   | 31.10.2010      |
| Селегей Тетяна Петрівна      | Сільський голова, 1964 року народження, освіта середня спеціальна, член Партії регіонів | 31.10.2010   |                 |

Примітка: таблиця складена за даними джерела

## Населення
Згідно з переписом УРСР 1989 року чисельність наявного населення сільської ради становила 1148 осіб, з яких 472 чоловіки та 676 жінок.
За переписом населення України 2001 року в сільській раді мешкало 1020 осіб.

### Мова
Розподіл населення за рідною мовою за даними перепису 2001 року:
| Мова       | Відсоток |
| ---------- | -------- |
| українська | 98,14 %  |
| російська  | 1,77 %   |
| білоруська | 0,10 %   |